# Hasan-agina džamija u Priboju
Hasan-agina džamija, središnja je džamija u Priboju. Nalazi se u sastavu Medžlisa Islamske zajednice Priboj, u okvirima Sandžačkog muftiluka.

## Povijest
Hasan-agina džamija u starom Priboju je najveća džamija u ovom dijelu Sandžaka. Sagradio ju je pribojski muselim Hasan-aga, sin Mustafin, oko 1758. godine. Dolazeći na položaj upravnika pribojske oblasti, on je najprije podigao mesdžid, a ubrzo zatim i minaret džamije koja je po njemu nešto kasnije i dobila ime Hasan-agina džamija. Pored džamije, Hasan-aga je u svom rodnom gradu sagradio i  mekteb, te uvakufio još i zgrade, kuće, njive, novac i ostavio ih na korištenje pribojskim Bošnjacima.
Tijekom svog postojanja, Hasan-agina džamija je dva puta gorjela i bila obnavljana, a posljednja temeljna rekonstrukcija kojom je i dobila svoj današnji izgled urađena je 1982. godine. U dvorištu džamije očuvani su nišani od kojih onaj najstariji, kako se pretpostavlja, pripada samom Hasan-agi, a oni ostali njegovim potomcima. Projektant rekonstrukcije bio je Širbeg Zaimović.
U posljednjem desetljeću popločan je harem džamije, izgrađen šadrvan, funkcionalna gasulhana, preuređena abdesthana te osposobljeni uredi i pomoćne prostorije u vakufskoj zgradi. Također oformljena je knjižnica s velikim brojem naslova islamske literature.

## Vanjske poveznice
- Hasan-agina džamija  Arhivirana inačica izvorne stranice od 14. siječnja 2022. (Wayback Machine)